# Sven Hasper
Sven-Jürgen Hasper (* 5. Oktober 1965 in Wiesbaden) ist ein deutscher Schauspieler, Synchronsprecher, Dialogregisseur, Dialogbuchautor und Fotograf. Er ist die deutsche Stimme von Michael J. Fox, Christian Slater, Scott Eastwood und T. J. Thyne.

## Leben und Karriere
Sven Hasper machte seine Schauspielausbildung 1984 bei Hilde Hessmann in Berlin. Im Fernsehen war er zu sehen unter anderem in dem Drama Affäre Nachtfrost mit Hansjörg Felmy sowie in einer Episodenhauptrolle der Serie Die Schwarzwaldklinik.
Weitaus größere Bekanntheit erreicht er durch seine Stimme. Bereits als Schüler begann Hasper 1978 mit der Arbeit als Synchronsprecher. Für Kino- und Fernsehproduktionen war er die deutsche Standardstimme von Michael J. Fox, wofür ihn erstmals Steven Spielberg aussuchte, im Rahmen eines Castings für die Synchronisation von Zurück in die Zukunft. Außerdem synchronisierte er Matthew Broderick (Family Business), Christian Slater (u. a. in True Romance) und Mark Wahlberg (Mr. Bill) sowie Alfonso Ribeiro als „Carlton Banks“ in Der Prinz von Bel-Air (1990–1996) und T. J. Thyne (Bones – Die Knochenjägerin). Seit 2007 spricht er in der Hörspiel-Soap … und nebenbei Liebe die Rolle des Florian Wagner. Sven Hasper hat eine Sprechrolle als Alexander von Falkenstein bei Bibi und Tina sowie als Hei aus dem Anime Darker than Black.
Seit 1988 arbeitet er als Synchronregisseur und Dialogbuchautor, u. a. für Filme wie Titanic, Verrückt nach Mary, Ganz oder gar nicht, Cool Runnings, Dr. Dolittle 1 und Dr. Dolittle 2, The New World, Der schmale Grat, Duell – Enemy at the Gates, Sleepy Hollow, The Day After Tomorrow und 10.000 B.C.
Sein jüngerer Bruder ist der Schauspieler und Synchronsprecher Kim Hasper. Er lebt zurzeit in Berlin-Kladow.

## Synchronrollen (Auswahl)
Christian Slater
- 1993: True Romance als Clarence Worley
- 1994: Jimmy Hollywood als William
- 1995: Murder in the First als James Stamphill
- 1996: Operation: Broken Arrow als Capt. Riley Hale
- 1998: Basils Liebe als John Mannion
- 2001: Crime is King als Hanson
- 2001: Zoolander als Christian Slater
- 2004: Mindhunters als J.D. Reston
- 2005: Alone in the Dark als Edward Carnby
- 2006: Bobby als Daryl Timmons
- 2007: Amok – He Was a Quiet Man als Bob Maconel
- 2008: Love Lies Bleeding als Pollen
- 2009: Lies & Illusions – Tödliche Lügen als Wes Wilson
- 2010: The Forgotten – Die Wahrheit stirbt nie (Fernsehserie) als Alex Donovan
- 2011: Guns and Girls als John Smith
- 2011: The River Murders – Blutige Rache als Agent Vuckovitch
- 2012: Assassin’s Bullet – Im Visier der Macht als Robert
- 2013: 20 Minutes – The Power of Few als Clyde
- 2013: Breaking In (Fernsehserie) als Oz
- 2013: Nymphomaniac als Joes Vater
- 2013: Nymphomaniac: Vol. 2 als Joes Vater
- 2015: Hot Tub Time Machine 2 als Moderator
- 2015–2019: Mr. Robot (Fernsehserie) als Mr. Robot
- 2017: Die Frau des Nobelpreisträgers als Nathaniel Bone
- 2023: Chupa als Richard Quinn

Michael J. Fox
- 1985: Teenwolf als Scott Howard
- 1985: Zurück in die Zukunft als Marty McFly
- 1987: Das Geheimnis meines Erfolges als Brantley Foster
- 1988: Die grellen Lichter der Großstadt als Jamie Conway
- 1989: Zurück in die Zukunft II als Marty McFly
- 1990: Zurück in die Zukunft III als Marty McFly/ Seamus McFly
- 1991: Auf die harte Tour als Nick Lang
- 1993: Ein Concierge zum Verlieben als Doug Ireland
- 1994: Greedy als Daniel McTeague Jr.
- 1995: Hallo, Mr. President als Lewis Rothschild
- 1996: The Frighteners als Frank Bannister
- 1997–2002: Chaos City (Fernsehserie) als Michael Flaherty
- 2004: Scrubs (Fernsehserie) als Prof. Dr. Kevin Casey (2 Folgen)
- 2014: Annie als er selbst
- 2019: See You Yesterday als Mr. Lockhart

### Filme
- 1986: Für Luca Venantini in Aladin als Al Haddin
- 1987: Für Laurent Schuh in Ein unzertrennliches Gespann als Tankwart
- 1989: Für Peter Berg in Shocker als Jonathan Parker
- 1991: Für William Ragsdale in Mannequin 2 – Der Zauber geht weiter als Jason Williamson/ Prince William
- 1992: Für Chris Rock in Boomerang als Bony T
- 1994: Für Takeshi Kaneshiro in Chungking Express als He Zhiwu, Polizist mit Dienstnummer 223
- 1994: Für Joachim Paul Assböck in Schindlers Liste als Klaus Tauber
- 1996: Für Owen Wilson in Durchgeknallt als Dignan
- 1996: Für Joey Slotnick in Twister als Joey
- 1998: Für Ethan Embry in Wiege der Angst als Jimmy
- 1998: Für Lee Evans in Verrückt nach Mary als Norman Phipps/ Tucker
- 2000: Für Jamie Kennedy in Bait – Fette Beute als Agent Blum
- 2001: Für Jamie Kennedy in Max Keebles großer Plan als Böser Eismann
- 2005: Für Zen Gesner in Dabei sein ist alles als David Patrick
- 2005: Für Scott Speedman in XXx 2 – The Next Level als Agent Kyle Steele
- 2007: Für Akshay Kumar in Dil To Pagal Hai – Mein Herz spielt verrückt als Ajay
- 2008: Für Christian Camargo in Tödliches Kommando – The Hurt Locker als Colonel John Cambridge
- 2009: Für Ed Helms in The Goods – Schnelle Autos, schnelle Deals als Paxton Harding
- 2010: Für Chris O’Donnell in Cats & Dogs: Die Rache der Kitty Kahlohr als Shane
- 2012: Für Will Arnett in Men in Black 3 als Agent AA (Partner von J 1969)
- 2013: Für Milo Ventimiglia in Killing Season als Chris Ford
- 2014: Für Hans Matheson in 300: Rise of an Empire als Aesyklos
- 2015: Für Jon Lajoie in Let’s be Cops – Die Party Bullen als Todd Cutler
- 2015: Für Matthew Morrison in Playing It Cool als Matthew Morrison
- 2016: Für Sebastian Arcelus in Split als Caseys Vater
- 2017: Für Scott Eastwood in Fast & Furious 8 als Little Nobody
- 2017: Für David Wenham in Pirates of the Caribbean: Salazars Rache als Scarfield
- 2019: Für Adam Brody in Shazam! als Freddy Shazam
- 2020: Für Will Kemp in Der Weihnachtswalzer als Roman

### Serien
- 1979–1985: Für Tom Wopat in Ein Duke kommt selten allein als Luke Duke
- 1992–1997: Für Alfonso Ribeiro in Der Prinz von Bel Air als Carlton Banks
- 2004–2008: Für Michael DeLuise in Gilmore Girls als T.J.
- 2004–2017: Bibi und Tina (Zeichentrick) als Alexander von Falkenstein
- 2006–2007: Für Chris O’Donnell in Grey’s Anatomy als Dr. Finn Dandridge
- 2006–2017: Für T. J. Thyne in Bones – Die Knochenjägerin als Dr. Jack Hodgins
- 2008–2009: Für Hidenobu Kiuchi in Darker than Black als Hei
- 2009–2015: Für Matthew Morrison in Glee als Will Schuester
- 2010–2023: Für Chris O’Donnell in Navy CIS: LA als Special Agent G. Callen (Grisha Aleksandrovich Nikolaev Callen)

## Hörbücher
- 2011: Stephen Chbosky: Das also ist mein Leben, Random House Audio, ISBN 978-3-8371-1039-5